# Trial-Motorrad

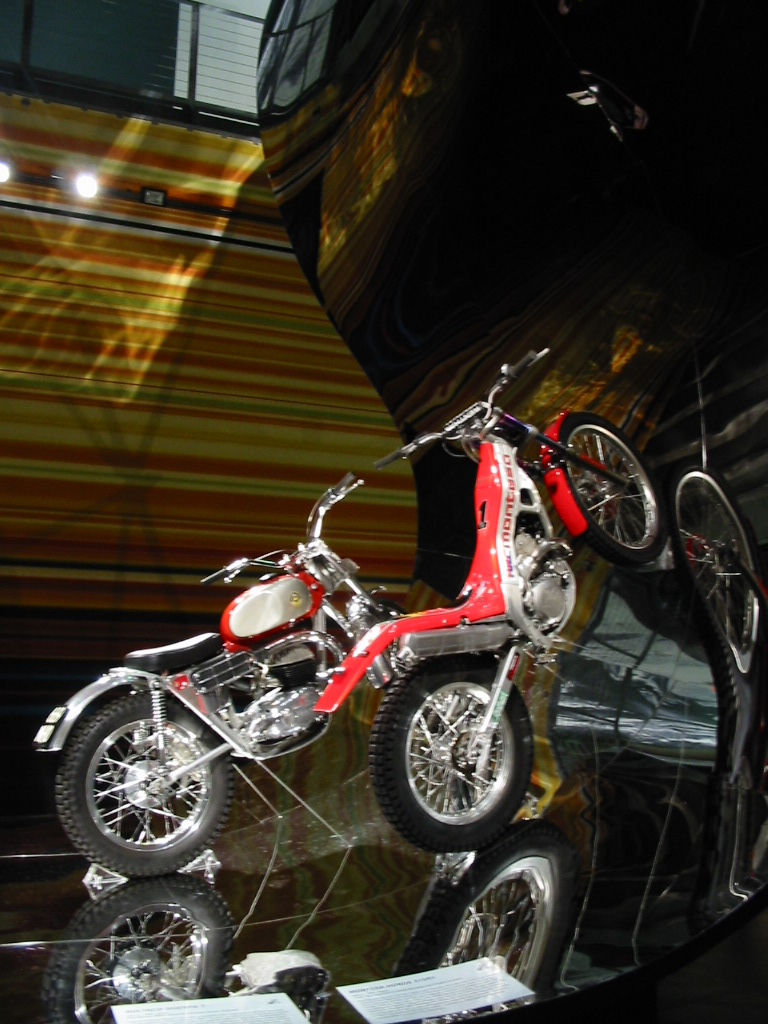
Trial-Motorrad

Ein Trial-Motorrad ist in der Regel ein nicht straßenzugelassenes Sportgerät in den Hubraumklassen bis 50, 80, 125, 250, 280, 290 und 300 cm³. Es besitzt ein enduroähnliches Erscheinungsbild und wird für das Motorrad-Trial in einem Geschicklichkeits-Parcours gefahren, der im Gelände oder in einer Halle bewältigt werden muss. Das Trial-Motorrad wird auf den Fußrasten stehend gefahren und hat deswegen keine Sitzbank, sondern nur eine Sitzmulde. Ebenso ist der Lenker von Höhe und Form an diese Fahrweise angepasst. Der Tank ist zugunsten von Handlichkeit und Gewicht sehr klein, tritt optisch kaum in Erscheinung und hat oft nur 2 bis 3 Liter Inhalt, was aber für die Anforderungen im Parcours ausreicht, da keine weiten Strecken zurückgelegt werden müssen.
Der Motor ist nicht auf Höchstleistung ausgelegt, sondern auf einen stabilen und zuverlässigen Leerlauf, Durchzug schon aus niedrigen Drehzahlen und gute Gasannahme sowie ein hohes Drehmoment. Das Getriebe ist bis zum dritten Gang kurz übersetzt, insgesamt gibt es meist sechs Gänge. Die ersten drei Gänge werden in den Sektionen benutzt, die weiteren für die Zwischenstrecke. Da das Trial für ein Motorfahrzeug extrem leicht gebaut ist (zwischen 60 und 70 kg) und da der Schwerpunkt sehr tief liegt, kann es fast wie ein BMX-Fahrrad oder ein Mountainbike unter dem Körper bewegt werden. Die Bereifung ist mit Stollen versehen, die jedoch feiner ausgeprägt sind als bei Crossreifen. Die zumeist schlauchlosen Reifen werden mit sehr niedrigem Luftdruck gefahren (stellenweise unter 0,5 bar), damit sich die Lauffläche optimal an den Untergrund anschmiegen kann.
Bei den Deutschen Meisterschaften müssen die Fahrzeuge für den Straßenverkehr zugelassen sein. Bis zum Jahre 2004 wurden ausschließlich 2-Takter im Wettkampf gefahren, jedoch haben auch die 4-Takter seit 2005 Einzug gehalten. Als Hersteller sind unter anderem vertreten: Beta, GasGas, Montesa, Sherco, Scorpa, TRS, Vertigo, und Xispa. Es gibt aber natürlich auch Oldtimer unter den Trialmotorrädern.

## Geschichte
Der Begriff „Trial“ stammt ursprünglich aus England, wo er seit 1911 von denjenigen, die mit unzureichenden Motorrädern schwer durchdringliches Gelände zu befahren versuchten, genutzt wurde. Dieses Angehen war früher wesentlich schwieriger als heute, weshalb der Ausdruck „try“ = „versuchen“ am besten darauf passt. Später veränderte sich diese Bezeichnung zum heutigen „Trial“ und es entstanden an das Gelände angepasste Maschinen. Zusätzlich wurde die Fahrtechnik und die Kontrolle über Vorder- und Hinterrad verfeinert, wodurch sich „Trial“ zur hohen Kunst des Motorradsports entwickelte und Trialfahrer zu Meistern der Balance und Körperkontrolle wurden.